# Conclave de 1294
Le conclave de 1294 se déroule à Naples, du 23 au 24 décembre 1294, à la suite de la renonciation du pape Célestin V. Il s'agit du premier conclave qui suit le rétablissement de la bulle Ubi periculum, du pape Grégoire X, suspendue par Adrien V en juillet 1276. Depuis 1294, toutes les élections pontificales prennent la forme du conclave. Par ailleurs, il s'agit de la première élection pontificale tenue durant la vie du précédent pape. Ce conclave aboutit à l'élection du cardinal Benedetto Caetani qui prend le nom pontifical de Boniface VIII.

## Sources
- (en) Cet article est partiellement ou en totalité issu de l’article de Wikipédia en anglais intitulé « Papal conclave, 1294 » (voir la liste des auteurs).
- (en) Sede Vacante de 1294 - Université de Nothridge - État de Californie - John Paul Adams - 10 décembre 2014